# امبرگ، سوابیا
امبرگ، سوابیا (به آلمانی: Amberg, Swabia) یک شهر در آلمان است که در بایرن واقع شده‌است.

## خصوصیات
امبرگ ۱۰٫۹۵ کیلومترمربع مساحت دارد ۶۰۸ متر بالاتر از سطح دریا واقع شده‌است.